# Министерство безопасности и внутренних дел Российской Федерации
Министерство безопасности и внутренних дел РСФСР/Российской Федерации — центральный орган государственной власти России, в ведении которого планировалось объединить органы обеспечения государственной безопасности и органы внутренних дел. Министерство существовало в период с декабря 1991 по январь 1992 года.

## История
Министерство безопасности и внутренних дел РСФСР (МБВД РСФСР) было образовано 19 декабря 1991 года Указом Президента РСФСР № 289 путём слияния Министерства внутренних дел РСФСР и Агентства федеральной безопасности РСФСР. В ведение МБВД РСФСР также передавались здания и сооружения, материально-техническая база упраздненных Правительством РСФСР Министерства внутренних дел СССР и Межреспубликанской службы безопасности СССР. Проект этого указа был подготовлен в МВД СССР и не рассматривался правительством РСФСР.
В тот же день назначен министр безопасности и внутренних дел РСФСР — им стал В. П. Баранников, занимавший пост министра внутренних дел СССР. Указом о назначении Баранникову поручалось подготовить проект положения о министерстве, предложения о структуре и штатах, однако за весь период существования МБВД эти документы так и не были утверждены, а в аппарате министерства было произведено всего два назначения.
26 декабря 1991 года назначены первые заместители Министра безопасности и внутренних дел Российской Федерации — В. Ф. Ерин (1-й заместитель Министра внутренних дел СССР) и А. А. Олейников (1-й заместитель Руководителя Межреспубликанской службы безопасности СССР). Других назначений в центральном аппарате так и не состоялось.
Создание МБВД вызвало протест со стороны Верховного Совета РСФСР, группа депутатов направила ходатайство в Конституционный Суд РСФСР. 14 января 1992 года Конституционный суд признал указ о создании МБВД РСФСР не соответствующим Конституции РСФСР и в связи с этим объявил его недействительным. Из постановления КС РСФСР следует, что Президент РСФСР превысил предоставленные ему полномочия. А так же, что в соответствии со статьей 65 Закона РСФСР "О Конституционном Суде РСФСР" с момента вступления в силу данного Постановления Указ Президента РСФСР от 19 декабря 1991 года № 289, все основанные на нем или воспроизводящие его другие нормативные акты или отдельные их положения утрачивают юридическую силу и считаются недействующими, а нормативным актам, отмененным или прекратившим свое действие в связи с изданием вышеупомянутого Указа, возвращается утраченная сила. Основанные на Указе Президента РСФСР "Об образовании Министерства безопасности и внутренних дел РСФСР" правоотношения приводятся в состояние, существовавшее до его издания. Де-юре, В. Д. Зорькин косвенно признал неконституционными действия Б. Н. Ельцина с 19 декабря 1992 года, а так же все его последующие законодательные инициативы на должности Президента РСФСР, в том числе и всенародное голосование по Конституции РФ. На следующий день Президентом были официально освобождены от своих постов уже прекратившие исполнение обязанностей В. В. Иваненко (генеральный директор АФБ РСФСР), А. Ф. Дунаев (министр внутренних дел РСФСР) и В. В. Бакатин (руководитель МСБ СССР). Баранников сразу же был назначен генеральным директором АФБ России, а Ерин — министром внутренних дел Российской Федерации.

## Руководство Министерства безопасности и внутренних дел
- Баранников Виктор Павлович (19 декабря 1991 — 14 января 1992) — министр безопасности и внутренних дел РСФСР
- Ерин Виктор Фёдорович (26 декабря 1991 — 14 января 1992) — первый заместитель министра безопасности и внутренних дел Российской Федерации
- Олейников Анатолий Аввакумович (26 декабря 1991 — 14 января 1992) — первый заместитель министра безопасности и внутренних дел Российской Федерации